# Llista d'asteroides/199801-199900
| Nom      | Designació provisional | Data de descobriment | Lloc de descobriment | Descobridor/s       |
| -------- | ---------------------- | -------------------- | -------------------- | ------------------- |
| 199801 - | 2007 AE12              | 10 de gener de 2007  | Mount Lemmon         | Mount Lemmon Survey |
| 199802 - | 2007 BA18              | 17 de gener de 2007  | Kitt Peak            | Spacewatch          |
| 199803 - | 2007 BJ66              | 27 de gener de 2007  | Mount Lemmon         | Mount Lemmon Survey |
| 199804 - | 2007 BD70              | 27 de gener de 2007  | Mount Lemmon         | Mount Lemmon Survey |
| 199805 - | 2007 BE70              | 27 de gener de 2007  | Mount Lemmon         | Mount Lemmon Survey |
| 199806 - | 2007 CA                | 5 de febrer de 2007  | Palomar              | NEAT                |
| 199807 - | 2007 CY51              | 9 de febrer de 2007  | Kitt Peak            | Spacewatch          |
| 199808 - | 2007 CA57              | 15 de febrer de 2007 | Palomar              | NEAT                |
| 199809 - | 2007 CE61              | 14 de febrer de 2007 | Črni Vrh             | Črni Vrh            |
| 199810 - | 2007 DO8               | 21 de febrer de 2007 | Catalina             | CSS                 |
| 199811 - | 2007 DD13              | 16 de febrer de 2007 | Palomar              | NEAT                |
| 199812 - | 2007 DE17              | 17 de febrer de 2007 | Kitt Peak            | Spacewatch          |
| 199813 - | 2007 DN28              | 17 de febrer de 2007 | Kitt Peak            | Spacewatch          |
| 199814 - | 2007 DD33              | 17 de febrer de 2007 | Kitt Peak            | Spacewatch          |
| 199815 - | 2007 DL34              | 17 de febrer de 2007 | Kitt Peak            | Spacewatch          |
| 199816 - | 2007 DR36              | 17 de febrer de 2007 | Kitt Peak            | Spacewatch          |
| 199817 - | 2007 DY49              | 16 de febrer de 2007 | Catalina             | CSS                 |
| 199818 - | 2007 DG53              | 19 de febrer de 2007 | Mount Lemmon         | Mount Lemmon Survey |
| 199819 - | 2007 DU53              | 19 de febrer de 2007 | Mount Lemmon         | Mount Lemmon Survey |
| 199820 - | 2007 DF71              | 21 de febrer de 2007 | Kitt Peak            | Spacewatch          |
| 199821 - | 2007 DA83              | 23 de febrer de 2007 | Catalina             | CSS                 |
| 199822 - | 2007 DJ85              | 21 de febrer de 2007 | Socorro              | LINEAR              |
| 199823 - | 2007 DL97              | 23 de febrer de 2007 | Kitt Peak            | Spacewatch          |
| 199824 - | 2007 DO97              | 23 de febrer de 2007 | Kitt Peak            | Spacewatch          |
| 199825 - | 2007 DX97              | 23 de febrer de 2007 | Kitt Peak            | Spacewatch          |
| 199826 - | 2007 DB105             | 23 de febrer de 2007 | Mount Lemmon         | Mount Lemmon Survey |
| 199827 - | 2007 DE105             | 23 de febrer de 2007 | Mount Lemmon         | Mount Lemmon Survey |
| 199828 - | 2007 DK105             | 27 de febrer de 2007 | Kitt Peak            | Spacewatch          |
| 199829 - | 2007 DL112             | 25 de febrer de 2007 | Mount Lemmon         | Mount Lemmon Survey |
| 199830 - | 2007 EH8               | 9 de març de 2007    | Palomar              | NEAT                |
| 199831 - | 2007 EA15              | 9 de març de 2007    | Mount Lemmon         | Mount Lemmon Survey |
| 199832 - | 2007 EX20              | 10 de març de 2007   | Kitt Peak            | Spacewatch          |
| 199833 - | 2007 EP23              | 10 de març de 2007   | Mount Lemmon         | Mount Lemmon Survey |
| 199834 - | 2007 EG24              | 10 de març de 2007   | Mount Lemmon         | Mount Lemmon Survey |
| 199835 - | 2007 EK25              | 10 de març de 2007   | Mount Lemmon         | Mount Lemmon Survey |
| 199836 - | 2007 EE27              | 12 de març de 2007   | Altschwendt          | W. Ries             |
| 199837 - | 2007 EC30              | 9 de març de 2007    | Kitt Peak            | Spacewatch          |
| 199838 - | 2007 EY38              | 11 de març de 2007   | Vicques              | M. Ory              |
| 199839 - | 2007 ER45              | 9 de març de 2007    | Kitt Peak            | Spacewatch          |
| 199840 - | 2007 EB47              | 9 de març de 2007    | Kitt Peak            | Spacewatch          |
| 199841 - | 2007 EC47              | 9 de març de 2007    | Kitt Peak            | Spacewatch          |
| 199842 - | 2007 EE47              | 9 de març de 2007    | Kitt Peak            | Spacewatch          |
| 199843 - | 2007 EX53              | 11 de març de 2007   | Mount Lemmon         | Mount Lemmon Survey |
| 199844 - | 2007 EX63              | 10 de març de 2007   | Kitt Peak            | Spacewatch          |
| 199845 - | 2007 EN71              | 10 de març de 2007   | Kitt Peak            | Spacewatch          |
| 199846 - | 2007 EY71              | 10 de març de 2007   | Kitt Peak            | Spacewatch          |
| 199847 - | 2007 EJ75              | 10 de març de 2007   | Kitt Peak            | Spacewatch          |
| 199848 - | 2007 EK75              | 10 de març de 2007   | Kitt Peak            | Spacewatch          |
| 199849 - | 2007 EB76              | 10 de març de 2007   | Kitt Peak            | Spacewatch          |
| 199850 - | 2007 EC79              | 10 de març de 2007   | Kitt Peak            | Spacewatch          |
| 199851 - | 2007 ER79              | 10 de març de 2007   | Kitt Peak            | Spacewatch          |
| 199852 - | 2007 EB80              | 10 de març de 2007   | Palomar              | NEAT                |
| 199853 - | 2007 EP83              | 12 de març de 2007   | Kitt Peak            | Spacewatch          |
| 199854 - | 2007 EL86              | 13 de març de 2007   | Kitt Peak            | Spacewatch          |
| 199855 - | 2007 EO87              | 13 de març de 2007   | Mount Lemmon         | Mount Lemmon Survey |
| 199856 - | 2007 ER91              | 10 de març de 2007   | Kitt Peak            | Spacewatch          |
| 199857 - | 2007 EC97              | 10 de març de 2007   | Mount Lemmon         | Mount Lemmon Survey |
| 199858 - | 2007 EW97              | 11 de març de 2007   | Catalina             | CSS                 |
| 199859 - | 2007 EB101             | 11 de març de 2007   | Kitt Peak            | Spacewatch          |
| 199860 - | 2007 EP113             | 12 de març de 2007   | Kitt Peak            | Spacewatch          |
| 199861 - | 2007 EG117             | 13 de març de 2007   | Mount Lemmon         | Mount Lemmon Survey |
| 199862 - | 2007 EY118             | 13 de març de 2007   | Mount Lemmon         | Mount Lemmon Survey |
| 199863 - | 2007 EM119             | 13 de març de 2007   | Mount Lemmon         | Mount Lemmon Survey |
| 199864 - | 2007 EN119             | 13 de març de 2007   | Mount Lemmon         | Mount Lemmon Survey |
| 199865 - | 2007 ED133             | 9 de març de 2007    | Mount Lemmon         | Mount Lemmon Survey |
| 199866 - | 2007 EQ135             | 10 de març de 2007   | Mount Lemmon         | Mount Lemmon Survey |
| 199867 - | 2007 ES141             | 12 de març de 2007   | Kitt Peak            | Spacewatch          |
| 199868 - | 2007 EF145             | 12 de març de 2007   | Mount Lemmon         | Mount Lemmon Survey |
| 199869 - | 2007 EN165             | 15 de març de 2007   | Kitt Peak            | Spacewatch          |
| 199870 - | 2007 EP165             | 15 de març de 2007   | Mount Lemmon         | Mount Lemmon Survey |
| 199871 - | 2007 EG166             | 10 de març de 2007   | Mount Lemmon         | Mount Lemmon Survey |
| 199872 - | 2007 EP169             | 13 de març de 2007   | Kitt Peak            | Spacewatch          |
| 199873 - | 2007 EQ169             | 13 de març de 2007   | Kitt Peak            | Spacewatch          |
| 199874 - | 2007 ER171             | 11 de març de 2007   | Mount Lemmon         | Mount Lemmon Survey |
| 199875 - | 2007 EB196             | 15 de març de 2007   | Catalina             | CSS                 |
| 199876 - | 2007 EE198             | 15 de març de 2007   | Mount Lemmon         | Mount Lemmon Survey |
| 199877 - | 2007 ES199             | 9 de març de 2007    | Kitt Peak            | Spacewatch          |
| 199878 - | 2007 EV202             | 9 de març de 2007    | Kitt Peak            | Spacewatch          |
| 199879 - | 2007 EJ213             | 9 de març de 2007    | Mount Lemmon         | Mount Lemmon Survey |
| 199880 - | 2007 EP213             | 9 de març de 2007    | Kitt Peak            | Spacewatch          |
| 199881 - | 2007 ER213             | 9 de març de 2007    | Kitt Peak            | Spacewatch          |
| 199882 - | 2007 EZ213             | 11 de març de 2007   | Mount Lemmon         | Mount Lemmon Survey |
| 199883 - | 2007 ES214             | 15 de març de 2007   | Kitt Peak            | Spacewatch          |
| 199884 - | 2007 EP218             | 10 de març de 2007   | Kitt Peak            | Spacewatch          |
| 199885 - | 2007 ED220             | 13 de març de 2007   | Mount Lemmon         | Mount Lemmon Survey |
| 199886 - | 2007 FH                | 16 de març de 2007   | Socorro              | LINEAR              |
| 199887 - | 2007 FF10              | 16 de març de 2007   | Kitt Peak            | Spacewatch          |
| 199888 - | 2007 FW11              | 17 de març de 2007   | Kitt Peak            | Spacewatch          |
| 199889 - | 2007 FM19              | 20 de març de 2007   | Mount Lemmon         | Mount Lemmon Survey |
| 199890 - | 2007 FT30              | 20 de març de 2007   | Mount Lemmon         | Mount Lemmon Survey |
| 199891 - | 2007 FG34              | 25 de març de 2007   | Mount Lemmon         | Mount Lemmon Survey |
| 199892 - | 2007 FO35              | 20 de març de 2007   | Catalina             | CSS                 |
| 199893 - | 2007 FC37              | 26 de març de 2007   | Mount Lemmon         | Mount Lemmon Survey |
| 199894 - | 2007 FO37              | 26 de març de 2007   | Mount Lemmon         | Mount Lemmon Survey |
| 199895 - | 2007 FK38              | 29 de març de 2007   | Palomar              | NEAT                |
| 199896 - | 2007 FB39              | 28 de març de 2007   | Siding Spring        | SSS                 |
| 199897 - | 2007 FO41              | 26 de març de 2007   | Mount Lemmon         | Mount Lemmon Survey |
| 199898 - | 2007 FD42              | 26 de març de 2007   | Mount Lemmon         | Mount Lemmon Survey |
| 199899 - | 2007 GV                | 6 d'abril de 2007    | Palomar              | NEAT                |
| 199900 - | 2007 GA1               | 8 d'abril de 2007    | Vallemare di Borbona | V. S. Casulli       |